# Апел на страх
Апел на страх (такође названо argumentum ad metum или argumentum in terrorem) је логишка грешка у којој особа покушава да створи подршку за идеју покушавајући да повећа страх према алтернативи. Апеловање на страх повезано је са широм стратегијом апела на страх и уобичајена је тактика у маркетингу, политици и медијима.

## Логика
Ова заблуда има следећи облик аргумента:
Или P или Q је тачно.
Q је застрашујуће.
Дакле, П је тачно.
Аргумент је неважећи. Апел на емоције се користи за искоришћавање постојећих страхова како би се створила подршка за предлог говорника, наиме P. Такође, често је укључена и лажна дилема, што сугерише да је Q једина алтернатива предложене идеје.

## Страх, неизвесност и сумња
Страх, неизвесност и сумња (СНС) је апеловање на страх у продаји или маркетингу; у којем компанија шири негативне (и нејасне) информације о производу конкурента. Термин је настао да би описао тактике дезинформисања у индустрији рачунарског хардвера и од тада се користи у ширем смислу. Страх, неизвесност и сумња је „имплицитна принуда“ путем „било које врсте дезинформација које се користе као конкурентско оружје“. Страх, неизвесност и сумња ствара ситуацију у којој се купци подстичу да купују по бренду, без обзира на релативне техничке предности. Противници одређених великих рачунарских корпорација  тврде да је ширење страха, неизвесности и сумње неетичка маркетиншка техника коју ове корпорације свесно користе.

## Као убеђивање
Апел на страх се често користе у маркетингу и социјалној политици, као метода убеђивања. Страх је ефикасан алат за промену ставова,  који су модерирани мотивацијом и способношћу обраде поруке страха. Примери привлачности страха укључују помињање социјалне искључености и отпуштање са посла, добијање рака од пушења или учешће у саобраћајним несрећама и вожња.
Апели за страхом нису монотони, што значи да се ниво убеђивања не повећава увек када се повећа наводна опасност. Студија о порукама јавног сервиса о сиди показала је да су поруке, ако су биле превише агресивне или застрашујуће, испитаник их одбацио; умерена количина страха је најефикаснији фактор за промену става.
Други тврде да није ниво страха пресудан за промену ставова путем процеса убеђивања. Уместо тога, све док порука тактике застрашивања садржи препоруку за суочавање са страхом, она може да функционише.